# Joaquín de Acosta y Montealegre
Joaquín de Acosta y Montealegre, Conde de Montealegre de la Rivera (Santiago de Chile, 20 de julio de 1769 - 20 de octubre de 1847) fue un noble, militar y diplomático hispanochileno.
Fue nombrado caballero de Santiago, junto con su hermano José, en 1797. Luchó en la Guerra de Independencia Española a favor del bando realista, llegando a ser Tesorero de ejército en el Principado de Cataluña. Después de la independencia de Chile continuó prestando servicio a la Corona de España como embajador en Europa. Ejerció de ministro plenipotenciario en Sajonia entre 1823 y 1825, cuando fue enviado a Viena, donde permaneció hasta dos años después, cuando fue destinado a Nápoles. En 1829 pasó a ser embajador en Portugal, cargo que ocupó hasta 1833.